# Janneke van der Plaat
Janneke van der Plaat-Luppes (ca. 1944 – Zutphen, 17 januari 1990) was een Nederlands politica. Zij was tussen 1985 en 1987 voorzitter van de Politieke Partij Radikalen (PPR).
Ze was voor haar partijvoorzitterschap in midden jaren tachtig raadslid voor de PPR in Zutphen. In 1987 richtte ze de Werkplaats Basisinkomen op, een werkgroep van voorstanders van het basisinkomen uit verschillende politieke partijen. Ze was ook de eerste voorzitter. Ze was op dat moment al 10 jaar bezig met het onderwerp.
In 1989 voerde Van der Plaat, op dat moment partijvoorzitter af, samen met haar voorganger Wim de Boer, inofficieel namens de PPR de onderhandelingen voor de vorming van GroenLinks. Bij de Tweede Kamerverkiezingen van 1989 stond ze op plek 28 van de GroenLinks-lijst.
Van der Plaat overleed in 1990 op 45-jarige leeftijd na een ziekbed van enkele maanden. In haar woonplaats Zutphen is een straat naar haar vernoemd.